# Professional Darts Corporation
La Professional Darts Corporation (PDC) est une organisation professionnelle de fléchettes du Royaume-Uni, fondée en janvier 1992 à la suite d'une scission d'un groupe de joueurs de la British Darts Organisation (BDO) pour former ce qui s'est appelée initialement la World Darts Council (WDC).

## Histoire
Au milieu des années 1980, les sponsors fuient de plus en plus les joueurs professionnels, certains d'entre eux ont le sentiment que la BDO ne fait pas son maximum pour attirer de nouveaux sponsors et organiser d'événements télévisés. Seize joueurs et leurs managers ont décidé de quitter la BDO et de donner un nouvel éclat aux fléchettes. 
Le premier événement organisé par la WDC est le UK Masters en octobre 1992. 
Il faut attendre le 30 juin 1997 pour que la BDO cesse le bannissement en son sein de joueurs qui participeraient à des exhibitions avec des joueurs de la WDC. A cette occasion, la WDC change son nom en Professional Darts Corporation. 
Parmi ses particularités, il faut noter que cet organisme organise des compétitions communes aux deux sexes, ce qui est assez rare dans les compétitions sportives,.

## Tournois
Liste des tournois PDC télévisés PDC
- World Darts Championship
- Premier League Darts
- World Matchplay
- World Grand Prix
- UK Open
- European Championship
- Grand Slam of Darts
- Players Championship Finals
- World Cup of Darts
- The Masters
- World Series of Darts Finals

## Image
La PDC souhaitait attirer un public plus jeune et transformer un simple événement sportif en une véritable soirée spectacle. De nombreuses innovations empruntées à d'autres sports ont été mises en application :
- L'entrée des joueurs s'effectue sur un thème musical personnalisé avec à leurs côtés des gardes du corps et des walk-on girls [4]
- Chaque joueur a un surnom comme au catch
- Les machines à fumée et les effets pyrotechniques créent une atmosphère similaire aux entrées des boxeurs ou des catcheurs
- Incitation au public à faire du bruit et à se déguiser
- Utilisation de deux écrans géants entourant la scène
- Utilisation de caméras filmant en slow motion la trajectoire des fléchettes
- Utilisation de caméras filmant le public et l'entourage des joueurs comme au tennis
- Apparition dans le public de célébrités [5]

Sur le pas de tir, les joueurs ne boivent désormais que de l'eau fraîche et il est également interdit de fumer. La PDC souhaitant s'éloigner de l'image caricaturale des années 1980 immortalisée par le sketch de l'émission Not the Nine O'Clock News 

## Président
Le président de la PDC est depuis 1992 le promoteur d'événement sportif Barry Hearn.